# Clement Dexter Child
Clement D. Child (* 15. Mai 1868 in Madison, Ohio; † 15. Juli 1933 in Rochester, New York) war ein amerikanischer Physiker und Pädagoge. Er ist vor allem für das „Childsche Gesetz“ (1911) bekannt, eine Gleichung, die den elektrischen Strom beschreibt, der zwischen den Platten einer Vakuumröhre fließt. Vakuumröhren waren von etwa 1905 bis 1960 die wichtigsten Komponenten in der Elektronik, bis Transistoren und integrierte Schaltkreise sie größtenteils verdrängten. Das Childsche Gesetz ist immer noch ein fester Bestandteil der Lehrbücher, die die Bewegung geladener Teilchen im Vakuum und in Festkörpern behandeln.

## Leben
Child wuchs in Frewsburg, New York, auf, wo sein Vater ein Baptistenpastor war. Er erwarb 1890 einen Bachelor-Abschluss an der University of Rochester (in Rochester, New York). Im Jahr 1897 promovierte er an der Cornell University in Ithaca, New York. Im Jahr 1897 war er wissenschaftlicher Gast an der Universität Berlin in Deutschland. 1898 wurde er als Professor für Physik an die Colgate University in Hamilton, New York, berufen, wo er den Rest seiner Karriere verbrachte. Von 1907 bis 1908 war er Gast am Cavendish Laboratory in Cambridge, England, wo er mit J. J. Thomson zusammenarbeitete. 1913 veröffentlichte er das Buch Electric Arcs (Elektrische Lichtbögen). Zwischen 1895 und 1933 veröffentlichte Child 28 Artikel in Physical Review, der vielleicht wichtigsten US-Physikzeitschrift jener Zeit.
Die als „Child's Law“ bekannte Gleichung beschreibt den elektrischen Strom zwischen zwei Metallplatten in einer Vakuumröhre; der Strom fließt wenn eine Stromversorgung eine Spannung zwischen den Platten anlegt. Eine Platte, die Kathode, wird so stark erhitzt, dass sie Elektronen ausstrahlt.

## Belege
1. ↑  Ernest Merritt: Clement Dexter Child. In: Science. Band 78, Nr. 2026, 27. Oktober 1933, S. 377–377, doi:10.1126/science.78.2026.377.a (science.org [abgerufen am 9. Dezember 2024]).

| Personendaten    | Personendaten                        |
| ---------------- | ------------------------------------ |
| NAME             | Child, Clement Dexter                |
| ALTERNATIVNAMEN  | Child, Clement D.                    |
| KURZBESCHREIBUNG | amerikanischer Physiker und Pädagoge |
| GEBURTSDATUM     | 15. Mai 1868                         |
| GEBURTSORT       | Madison, Ohio                        |
| STERBEDATUM      | 15. Juli 1933                        |
| STERBEORT        | Rochester, New York                  |